# Carl Alexander Stricker
Carl Alexander Stricker (født 19. januar 1731 i Rendsborg, død 10. februar 1820 i Kristiania) var en dansk-norsk officer, bror til Ezechias Hinrich Stricker.

## I udenlandsk tjeneste
Han var søn af artillerimajor Alexander von Stricker (1700-1784) og Sophie Christine født Wendt (1708-1744), gjorde i yngre år fransk krigstjeneste (o. 1758-1761) og blev, efter 1759 at være avanceret til kaptajn, 1763 kompagnichef ved Norske Livregiment til Fods. 1769-72 gjorde han tjeneste ved den russiske hær i krigen med tyrkerne.

## Andel i Norges geografiske opmåling
1773 blev han generalkvartermester-løjtnant i Norge, hvor han fik detailledelsen af den efter general Heinrich Wilhelm von Huths initiativ samme år oprettede «Norges militære Opmaaling», der senere har udviklet sig til den nuværende Norges geografiske opmåling. Denne institutions oprindelige bestemmelse var at optage militærkort over landets vanlige krigsteater, grænsedistrikterne mod Sverige. Den egentlige bestyrelse overtog general Huth selv, og han greb således ned i detaljer, at der ikke levnedes Stricker megen selvstændighed. Desuden var opmålingens økonomi Stricker uvedkommende, i det bestyrelsen heraf var overdraget en anden officer, daværende ingeniørmajor Christian Clasen. Imidlertid indlagde Stricker sig adskillige fortjenester af opmålingen som forfatter af dens første instrukser for målere m.v., ligesom han selv med megen dygtighed deltog i kortlægningen. Stricker fik 1774 majors og få år efter oberstløjtnants karakter. Fra 1780 blev opmålingen stillet under bestyrelse af en direktion på to medlemmer; ovennævnte Clasen og Stricker blev dens første direktører, uden at dette dog bevirkede synderlig forandring i deres virksomhed ved opmålingen, idet de fremdeles delte arbejdet mellem sig efter samme principper som før, ligesom general Huth fremdeles beholdt overledelsen i sin hånd.

## General
1786 udnævntes Stricker til oberst (med anciennitet fra 1780) og chef for 1. oplandske nationale Infanteriregiment. Tidligere havde han boet på gården Gjetemyren ved Christiania, men tilflyttede nu Stange Præstegæld på Hedemarken og fratrådte derfor som direktør ved opmålingen. Han førte en feltbrigade under felttoget i Båhus Len 1788. Ved omorganisationen 1789 erholdt han 2. akershusiske nationale Infanteriregiment og avancerede samme år til generalmajor; 1801 tog han sin afsked fra militærtjenesten og boede siden i Christiania og til sidst uden for byen, i Oslo. Han interesserede sig meget for astronomi og indrettede sig endog et slags observatorium i sin bolig; men inden han døde, 10. februar 1820, var han blevet sløv og affældig.
12. november 1774 havde han ægtet Margrethe Charlotte Rømeling (14. juli 1743 - 8. november 1802), datter af generalløjtnant Rudolph Woldemar Rømeling.